# Szczyty-Błaszkowizna
Szczyty-Błaszkowizna – część wsi Szczyty w Polsce położona w województwie łódzkim, w powiecie pajęczańskim, w gminie Działoszyn.
Nazwę miejscowości z Błaszkowizna na Szczyty-Błaszkowizna zmieniono 1.01.2021 r.
W latach 1975–1998 Szczyty-Błaszkowizna administracyjnie należała do województwa sieradzkiego.